# Rags Morales
Ralph "Rags" Morales é um desenhista americano, que se tornou conhecido mundialmente por seu trabalho na minissérie "Crise de Identidade", um crossover escrito pelo romancista Brad Meltzer e lançado pela DC Comics originalmente em 2004. 

## Biografia
Em 2002 Morales, um ex-aluno da The Kubert School, foi anunciado como o desenhista da revista Hawkman, que iria reintroduzir o personagem Gavião Negro no Universo DC. Morales acompanhou o escritor Geoff Johns quando este saiu da revista e foi pouco depois anunciado como o desenhista de Crise de Identidade, uma minissérie em sete edições que se tornou um expressivo sucesso de crítica e público. Sobre a série, disse: "Você não pode contar uma boa história sem bons personagens, e Identity Crisis abriu os corações e mentes dos heróis que conhecemos e também iluminou aqueles que deveríamos conhecer". A série foi selecionada pela The Young Adult Library Services Association em uma lista de obras mais recomendadas para leitores adolescentes publicada em 2007.
Após Crise de Identidade, Morales trabalhou com o Peter Tomasi enquanto este escreveu a revista Nightwing - protagonizada pelo personagem Dick Grayson, o primeiro Robin, que, adulto, adotou a identidade de "Asa Noturna" - e com Michael Green durante quatro edições da revista Superman/Batman
Em junho de 2011, como parte do relançamento de toda a sua linha editorial, a DC Comics anunciou que relançaria a revista Action Comics sob uma nova edição "#1" após mais de 70 anos de publicação contínua, e Morales seria o desenhista, ao lado do escritor Grant Morrison.

## Carreira
A arte de Morales consta nas seguintes obras:
- Action Comics #1- (escrita por Grant Morrison, 2011)
- Batman Confidential #13-16
- Blackest Night: Tales of the Corps (escrita por Geoff Johns e Peter Tomasi, com arte de Chris Sprouse, Ivan Reis, Doug Mahnke, 2009)
- First Wave (escrita por Brian Azzarello, 2010)
- Hawkman (vol. 4) #1-12, 15-17, 20-25 (escrita por Geoff Johns e James Robinson, 2003–04)
- Hourman #1-11, 14-16, 18-19, 21, 23-25 (1999–2001)
- Identity Crisis #1-7 (escrita por Brad Meltzer, 2004–05)
- JSA (vol. 2) #26-27, 83-85
- JSA: Classified #19-20 (escrita por Scott Beatty, 2007)
- Nightwing #140-142, 145, 148 (escrita por Peter Tomasi)
- Wonder Woman (vol. 2) #215-217, 219, 221, 223 (escrita por Greg Rucka, 2005–06)